# Шестакова Дар'я Станіславівна
Да́р'я Станісла́вівна Шестако́ва (* 1996) — російська регбістка, гравець клубу ЦСКА. Чемпіонка Європи з регбі-7.

## З життєпису
Народилася 1996 року в Ужгороді, згодом переїхала до Челябінська. Займалася легкою атлетикою (стрибки з жердиною) і стала кандидатом у майстри спорту. Але пізніше зайнялася регбі.
Брала участь у жіночому турнірі на літніх Олімпійських іграх 2020 року.